# Штрудла
Штрудла (од  ) или савијача је врста једноставног, народног колача. Састоји се од теста које се развија оклагијом. На тесто се стави фил а онда се штрудла урола и пече. Потом се исече на шнитове и поспе прах шећером.
Као фил се користе млевени мак или орах, рогач, рендане јабуке, џем.
Као састојци теста се користе следећи материјали: млеко, брашно, јаја, квасац, шећер, мало соли.
Најстарији рецепт за штрудлу датира из 1696. и чува се у Бечкој државној библиотеци. По легенди, штрудлу су Аустријанцима оставили Турци приликом повлачења након пораза 1683.

## Штрудла у српској кухињи
За српско поднебље, а посебно за Војводину, карактеристична је штрудла с маком или са орасима од такозваног киселог теста и по томе се знатно разликује од варијанти штрудле које су карактеристичне за немачку и аустријску кухињу где се овај колач реализује од тањег теста. Кисело тесто се добија мешањем млека, шећера и квасца, па онда додавањем брашна и јаја. Такво тесто се меси па оставља да нарасте, и тако више пута да би добило на чврстини и волумену. Због тога је штрудла позната у српској кухињи као један од захтевнијих колача који захтева, поред доброг рецепта, искуство и умеће кувара или куварице.
Од тог теста се онда развијају коре, као и код варијанти штрудле карактеристичних за друге земље, које се филују и савијају у векне које се даље пеку. Кисело тесто даје испеченој штрудли посебно својство да кад се прстима притисне, се враћа као сунђер, у првобитни облик. Корица је споља тврда и хрскава а тесто изнутра остаје сунђерасто. То својство немају лиснате штрудле карактеристичне за Аустрију и Немачку.
Ради задржавања влажности фила, у њега се понекад додаје суво грожђе натопљено румом или другим алкохолом. Послужује се посута шећером у праху.